# ERCO Ercoupe
Die ERCO Ercoupe war ein zweisitziges, leichtes Sport- und Schulflugzeug des US-amerikanischen Herstellers Engineering and Research Corporation. Konstrukteur war Fred Weick, der mit einer stark vereinfachten Flugsteuerung unkontrollierbare Flugzustände, wie Überziehen und Trudeln, verhindern wollte.

## Geschichte
Die Anfänge der Ercoupe gehen zurück auf frühere Entwürfe von Fred Weick, die anfangs als Schulterdecker mit einem Druckpropellerantrieb ausgelegt waren. Die daraus entstandene W-1, die er während seiner Zeit bei der NACA in Hampton (Virginia) in einer Garage baute, sollte ein Ersatz für das übliche Familienauto sein. Die 1934 erstmals geflogene W-1 diente ihm als Prüfstand für eine Reihe neuer Konzepte.
Im Jahr 1936 wechselte Fred Weick von der NACA zur Engineering and Research Corporation in Washington, D.C. Henry Berliner, der Inhaber von Erco, kaufte 1937 in Riverdale Maryland, in der Nähe des College Air Parks, ein Gelände zum Bau einer größeren Fabrik mit angeschlossenem Flugfeld. Dort entstand ein neuer Prototyp, ein zweisitziger Ganzmetall-Tiefdecker mit der Bezeichnung Erco 310, dessen Erstflug 1937 stattfand. Die Auslegung als Tiefdecker mit Zugpropeller war ein Wunsch von Henry Berliner, der sich dadurch bessere Verkaufschancen versprach. Das doppelte Seitenleitwerk der W-1 blieb dagegen erhalten. Anfangs wurde noch ein Erco-eigenes Triebwerk verwendet, das man jedoch später durch einen Continental-Boxermotor ersetzte.
Nach einer drei Jahre dauernden umfangreichen Erprobung, konnte im April 1940 die Serienproduktion mit einem ersten Baulos von zehn Maschinen, nun als Ercoupe 415-C bezeichnet, begonnen werden. Die Musterzulassung (ATC 718) wurde am 25. März 1940 erteilt. Bis März 1941 konnten 100 Flugzeuge gebaut und verkauft werden. Danach musste die Produktion, trotz eines Auftragspolsters von 900 Flugzeugen eingestellt werden, da die US-Regierung rigoros den privaten Verkauf von Aluminium einschränkte. Erco lieferte anschließend vor allem MG-Türme und andere Baugruppen an verschiedene Flugzeugbauer.
Im August 1945 nahm Erco die Produktion der Ercoupe 415 wieder auf. Im Oktober des Jahres erreichte man wieder eine Baurate von zehn Maschinen pro Tag.
Ab 1955 traten die Modelle unter der Bezeichnung  Fornaire F-1 AirCoupe auf. Im Jahr 1960 übernahm die Air Products Carlsbad die Produktion des Nachfolgemodells F-1A Carlsbad Coupe. Das Nachfolgemodell wurde von der Firma Alon Aircraft unter dem Namen A-2 AirCoupe im Jahr 1964 herausgebracht. Dieses Modell hatte ein überarbeitetes Fahrwerk, Flügel aus Aluminium statt Holz und eine Schiebedachkabine. Das letzte Modell dieser Baureihe, das nach dem Zusammengehen von Alon und Mooney unter dem Namen Mooney M-10 Cadet von 1967 bis 1970 verkauft wurde, hatte statt eines doppelten nur ein einfaches Leitwerk. Im Jahr 2008 waren noch 11 Maschinen dieser Baureihe in Deutschland im aktiven Einsatz.

## Konstruktion
Die Ercoupe 415 ist ein zweisitziger Ganzmetall-Tiefdecker mit Bugradfahrwerk und doppeltem Seitenleitwerk. Die Besatzung von zwei Personen saß nebeneinander unter einer großzügig verglasten Kabine. Die Maschine konnte auch mit geöffnetem Kabinendach geflogen werden.
Ein besonderes Merkmal der Ercoupe ist die vereinfachte Flugsteuerung, die durch lediglich zwei Steuerelemente erfolgt (Two-Control Aircraft). Die beiden Komponenten sind in einem Steuerrad zusammengefasst, wobei die Steuerung um die Querachse (Höhenänderung) durch Ziehen und Drücken des Steuerrades betätigt wird. Die Roll- und Giersteuerung (Richtungsänderung) ist gekoppelt und wird durch Drehen des Steuerrades nach Rechts und Links durchgeführt.

## Technische Daten

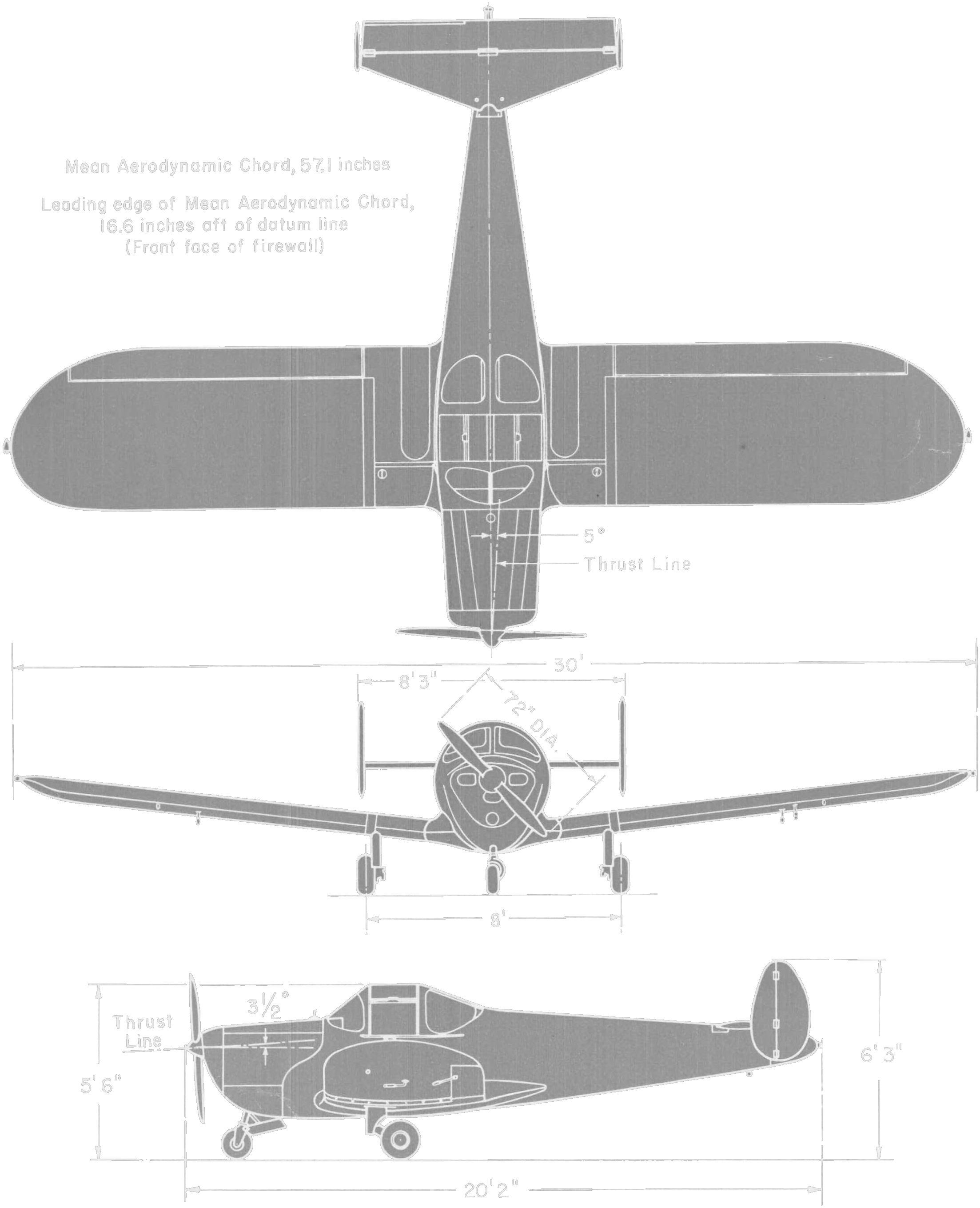
ERCO 415-C Ercoupe

| Kenngröße             | Ercoupe 415                                      | ERCO 415-C                          | ERCO 415-D                          | ERCO 415-E                          | ERCO 415-F ERCO 415-G (de lux) | Mooney M-10 Cadet                                            |
| --------------------- | ------------------------------------------------ | ----------------------------------- | ----------------------------------- | ----------------------------------- | ------------------------------ | ------------------------------------------------------------ |
| Erstflug              | 1937                                             |                                     |                                     |                                     |                                |                                                              |
| Produktionszeit       |                                                  | 1937–1941, 1946                     | 1947                                | 1948–1950                           | Anfang 1950 bis Ende 1950      | 1967–1970                                                    |
| Länge                 | 6,15 m                                           |                                     |                                     |                                     |                                | 6,20 m                                                       |
| Spannweite            | 9,14 m                                           |                                     |                                     |                                     |                                | 9,14 m                                                       |
| Höhe                  | 1,90 m                                           |                                     |                                     |                                     |                                | 1,91 m                                                       |
| Flügelfläche          | 13,20 m²                                         |                                     |                                     |                                     |                                | 13,25 m²                                                     |
| Flügelstreckung       | 6,3                                              |                                     |                                     |                                     |                                | 6,3                                                          |
| V-Stellung            |                                                  |                                     |                                     |                                     |                                | 7°                                                           |
| Leermasse             | 364 kg                                           |                                     |                                     |                                     |                                |                                                              |
| Rüstmasse             |                                                  |                                     |                                     |                                     |                                | 427 kg                                                       |
| max. Startmasse       | 572 kg                                           |                                     |                                     |                                     |                                | 658 kg                                                       |
| Flächenbelastung      |                                                  |                                     |                                     |                                     |                                | 49,6 kg/m²                                                   |
| Leistungsbelastung    |                                                  |                                     |                                     |                                     |                                | 6,8 kg/PS                                                    |
| Antrieb               | ein Wright 4-Zylinder-Reihenmotor, 75 PS (55 kW) | ein Continental C-75, 75 PS (55 kW) | ein Continental C-75, 85 PS (63 kW) | ein Continental C-75, 95 PS (70 kW) | ein Einspritzer, 85 PS (63 kW) | ein 4-Zylinder-Boxermotor Continental C90-16F, 90 PS (66 kW) |
| Propeller             | Zweiblatt-Holzpropeller                          |                                     |                                     |                                     |                                | Zweiblatt-Metallpropeller McCauly                            |
| Tankkapazität         | 55 l                                             |                                     |                                     |                                     |                                | 90 l                                                         |
| Höchstgeschwindigkeit | 188 km/h                                         |                                     |                                     |                                     |                                | 207 km/h                                                     |
| Reisegeschwindigkeit  | 161 km/h                                         |                                     |                                     |                                     |                                | 200 km/h bei 75 % Motorleistung in 2250 m Höhe               |
| Landegeschwindigkeit  | 68 km/h                                          |                                     |                                     |                                     |                                | 78 km/h                                                      |
| Steigleistung         |                                                  |                                     |                                     |                                     |                                | 3,7 m/s                                                      |
| Startrollstrecke      |                                                  |                                     |                                     |                                     |                                | 165 m                                                        |
| Landerollstrecke      |                                                  |                                     |                                     |                                     |                                | 107 m                                                        |
| Dienstgipfelhöhe      | 4400 m                                           |                                     |                                     |                                     |                                | 5270 m                                                       |
| Reichweite            | 645 km                                           |                                     |                                     |                                     |                                | max. 980 km                                                  |
| Stückzahl             | 1                                                | 112                                 | 4000                                | 145                                 | 1000                           | 52                                                           |